# Pyrinia alcandraria
Pyrinia alcandraria là một loài bướm đêm trong họ Geometridae.